# Centro Universitario de Arte Arquitectura y Diseño
El Centro Universitario de Arte, Arquitectura y Diseño (CUAAD) es el Centro Temático de la Universidad de Guadalajara en México encargado de impartir enseñanza en las áreas del conocimiento de las bellas artes, la arquitectura, el urbanismo y el diseño en sus distintas vertientes.

## Historia
El CUAAD se estructuró a partir de las antiguas facultades de Arquitectura (fundada en 1948), así como de las escuelas de Artes Plásticas (1925) y de Música (1952) y la facultad de diseño (1976). Se compone de tres sedes, dos de las cuales ocupan notables conjuntos arquitectónicos patrimoniales del centro histórico de Guadalajara, como lo son el ex claustro de San Agustín y el ex claustro de Santa María de Gracia —que en un principio formó parte del convento homónimo y cuya iglesia fue la primera catedral de Guadalajara—. La tercera sede se ubica en un conglomerado de modernos edificios enmarcados por el paisaje de la Barranca de Huentitán.
En 2018, el ex claustro de San Agustín y el ex claustro de Santa María de Gracia fueron inscritos, en la categoría de Patrimonio Universitario, en la Lista Representativa de los Tesoros del Mundo creada por el Bureau Internacional de Capitales Culturales.
Desde su conformación como Centro Universitario, el CUAAD a contado con seis rectores: Sergio Zepeda Castañeda (1995 - 1996), Agustín Salvador Parodi Ureña (1996 - 2001), Carlos Correa Ceseña (2001 - 2007), Mario Alberto Orozco Abundis (2007 - 2013), Ernesto Flores Gallo (2013 - 2019), Francisco Javier González Madariaga (2019 - 2025), y en funciones a partir del primero de mayo de 2025, para el periodo 2025 - 2028.

## Organización
Conforme a su estatuto orgánico, el Centro Universitario se conforma por tres divisiones a las que pertenecen en total doce departamentos, como se detalla a continuación:
- División de Tecnología y Procesos
  - Departamento de Producción y Desarrollo
  - Departamento de Técnicas y Construcción
  - Departamento de Representación

- División de Diseño y Proyectos
  - Departamento de Proyectos Arquitectónicos
  - Departamento de Proyectos de Diseño
  - Departamento de Proyectos Urbanísticos
  - Departamento de Proyectos de Comunicación

- División de Artes y Humanidades
  - Departamento de Teorías e Historias
  - Departamento de Artes Visuales
  - Departamento de Artes Escénicas
  - Departamento de Música
  - Departamento de Imagen y Sonido

Actualmente, Dra. Isabel López Pérez es la rectora del Centro.

## Oferta Académica
En el ciclo 2017 - 2018 el centro universitario tenía 35 programas académicos activos: 22 en pregrado: uno básico, tres de profesional medio, uno de técnico superior universitario, doce de licenciatura y cinco de nivelación; y 13 en posgrado: once maestrías y dos doctorados. En ese periodo la población escolar era de 7,634 alumnos.
Los programas de pregrado son:
- Básico:
  - Programa Básico Musical
- Profesional medio:
  - Profesional Medio en Artes Visuales, con orientaciones en Pintura, Escultura, Fotografía y Diseño Publicitario
  - Profesional Medio en Artes Escénicas, con orientaciones en Danza y Actuación
  - Profesional Medio en Música
- Técnico Superior Universitario:
  - Técnico en Música
- Licenciatura:
  - Licenciatura en Arquitectura
  - Licenciatura en Artes Audiovisuales
  - Licenciatura en Artes Escénicas para la Expresión Dancística
  - Licenciatura en Artes Escénicas para la Expresión Teatral
  - Licenciatura en Artes Visuales para la Expresión Fotográfica
  - Licenciatura en Artes Visuales para la Expresión Plástica
  - Licenciatura en Diseño Industrial
  - Licenciatura en Diseño de Interiores y Ambientación
  - Licenciatura en Diseño de Modas
  - Licenciatura en Diseño para la Comunicación Gráfica
  - Licenciatura en Diseño, Arte y Tecnologías Interactivas
  - Licenciatura en Música
  - Licenciatura en Urbanística y Medio Ambiente

- Nivelación:
  - Nivelación en la Licenciatura en Artes Visuales para la Expresión Plástica
  - Nivelación en la Licenciatura en Artes Visuales para la Expresión Fotográfica
  - Nivelación en la Licenciatura en Artes Escénicas para la Expresión Dancística
  - Nivelación en la Licenciatura en Artes Escénicas para la Expresión Teatral
  - Nivelación en Música

Los programas de posgrado son:
- Maestría:
  - Maestría en Ciencias de la Arquitectura (PNPC)
  - Maestría en Diseño y Desarrollo de Nuevos Productos
  - Maestría en Educación y Expresión para las Artes (PNPC)
  - Maestría en Ergonomía (PNPC)
  - Maestría en Estudios Cinematográficos
  - Maestría en Etnomusicología
  - Maestría en Gestión y Desarrollo Cultural (PNPC)
  - Maestría en Procesos y Expresión Gráfica en la Proyectación Arquitectónica Urbana (PNPC)
  - Maestría en Diseño e Innovación Industrial
  - Maestría en Urbanismo y Territorio (PNPC)
  - Maestría en Literacidad
- Doctorado:
  - Doctorado Ciudad Territorio y Sustentabilidad (PNPC)
  - Doctorado Interinstitucional en Arte y Cultura (PNPC)

Ocho de estos posgrados pertenecen al Programa Nacional de Posgrados de Calidad (PNPC) del Consejo Nacional de Ciencia y Tecnología (CONACYT).
En el año 2018 la maestría en Gestión y Desarrollo Cultural fue reconocida como una de las mejores ofertas educativas en el mundo para la enseñanza de la administración y gestión de las industrias culturales dentro del ranking global de la Eduniversal Evaluation Agency. Esto fue dado a conocer en el Eduniversal Best Masters Ranking 2018, donde el posgrado se ubicó en el lugar 36 entre distintas maestrías de 154 países en materia de gestión cultural.

## Áreas de Investigación
En generación y aplicación del conocimiento, el CUAAD cuenta con dos institutos, siete centros de investigación y siete laboratorios, como se detalla a continuación:
- Institutos:
  - Instituto de Investigaciones Estéticas (IIE)
  - Instituto de Estudios sobre Centros Históricos (IESCH)
- Centros de Investigación:
  - Centro de Investigación en Arquitectura y Diseño de Interiores (CIADI)
  - Centro de Investigación en Ergonomía (CIE)
  - Centro de Investigación Interdisciplinarias en TICs para Arte, Arquitectura, Diseño y Urbanística (CIITIC4)
  - Centro de Investigaciones del Medio Ambiente y Ordenación Territorial (CIMA)
  - Centro de Estudios Metropolitanos (CEMET)
  - Centro de Investigaciones en Diseño (CID)
  - Centro de Investigaciones en Tecnologías Estructurales para la Arquitectura (CITEA)
- Laboratorios:
  - Laboratorio de Técnicas de Representación (LABTER)
  - Laboratorio de Sistema de Información Geográfica para el Análisis Territorial y Urbano (LASATU)
  - Laboratorio de Tecnología Arquitectónico Urbana Sustentable (LATAU)
  - Laboratorio Experimental de Materiales y Procesos (LEMPRO)
  - Laboratorio de Innovación Tecnológica para el Diseño (LITED)
  - Laboratorio de Optimización para la Producción Gráfica (LOGRA)
  - Laboratorio de Experimentación Biónica

Además, el Centro Universitario cuenta con dieciocho cuerpos académicos, de los cuales cuatro se encuentran consolidados, cuatro en consolidación y diez en formación.
En 2017, la plantilla de académicos dedicados a la investigación era de 47 profesores-investigadores de tiempo completo. 25 de estos pertenecían al Sistema Nacional de Investigadores (SNI) y uno al Sistema Nacional de Creadores de Arte (SNCA).
Como apoyo a las actividades académicas, el Centro Universitario cuenta con cuatro bibliotecas: la Biblioteca Central Horst Hartung Franz, la Biblioteca Sergei Eisenstein en el Departamento de Imagen y Sonido, la Biblioteca Domingo Lobato en la antigua Escuela de Música, y la Biblioteca Leopoldo Bancalari en la antigua Escuela de Artes Plásticas. En total, estas bibliotecas suman un acervo de 60,470 volúmenes y 264 títulos hemerográficos en publicaciones periódicas y atienden a un promedio 1,100 usuarios diariamente.